# Oceanospirillum linum
Espèce
Oceanospirillum linum est une espèce de bactérie de la famille des Oceanospirillaceae.

## Taxonomie
Le nom correct complet (avec auteur) de ce taxon est Oceanospirillum linum (Williams & Rittenberg 1957) Hylemon et al. 1973.
Oceanospirillum linum a pour synonyme :
- Spirillum linum Williams & Rittenberg 1957

### Étymologie
L'étymologie du nom spécifique de l'espèce O. linum est la suivante : li.num. L. neut. n. linum, fiole, fil.